# اوسیاخ
اوسیاخ (به آلمانی: Ossiach) یک منطقهٔ مسکونی در اتریش است که در ناحیه فلدکیرشن واقع شده‌است. اوسیاخ ۷۴۹ نفر جمعیت دارد.